# Flughafen Ürümqi-Diwopu

i7
i11
i13
Der Flughafen Ürümqi-Tianshan (chinesisch 烏魯木齊天山國際機場 / 乌鲁木齐天山国际机场, Pinyin Wūlǔmùqí Tiānshān Guójì Jīcháng; uigurisch ئۈرۈمچى دىۋوپۇ خەلقئارا ئايروپورتى Ürümqi Tianshan Həlⱪ’ara Ayroporti; IATA-Code: URC, ICAO-Code: ZWWW) liegt etwa acht Kilometer nordwestlich des Stadtzentrums von Ürümqi im Verwaltungsgebiet der Gemeinde Diwopu des Stadtbezirks Xinshi im Uigurischen Autonomen Gebiet Xinjiang der Volksrepublik China. Der Flughafen Urumqi ist ein internationaler Drehkreuzflughafen im Hinterland des eurasischen Kontinents. In den frühen 1980er Jahren gehörte er zu den vier größten Flughäfen Chinas, heute ist er eines der acht größten regionalen Drehkreuze im Inland, ein wichtiges internationales Tor für die chinesische Luftfahrt und einer der verkehrsreichsten Flughäfen in der westlichen Region Chinas. 2005 wurde er von der General Administration of Civil Aviation (GACA) zum nationalen Gateway-Flughafen für den Westen des Landes ernannt und von Skytrax als Drei-Sterne-Flughafen der Welt eingestuft.

## Fluggesellschaften
Der Flughafen Ürümqi-Diwopu ist der Heimatflughafen der Fluggesellschaften China Southern Airlines und Hainan Airlines und ein Drehkreuz der Fluggesellschaften Urumqi Air, Tianjin Airlines, Sichuan Airlines, Air China, Shandong Airlines und China Eastern Airlines.

## Geschichte

### 1930: Erster Flughafen im xinjiang
Der Flughafen wurde in den frühen 1930er Jahren als bescheidenes Flugfeld auf einem leicht zerkleinerten Stück Wüstenland am nordöstlichen Stadtrand errichtet.
Am 21. Februar 1930 unterzeichneten das chinesische Verkehrsministerium und die deutsche Lufthansa einen Vertrag über die Gründung eines Gemeinschaftsunternehmens, an dem die chinesische Seite 2/3 und die deutsche Seite 1/3 der Anteile halten sollte.
Im Winter 1930 wurden zwei von der Firma bestellte Junkers W33 von deutschen Piloten von Berlin über das Gebiet der Sowjetunion nach Schanghai geflogen und landeten auf einem flachen Stück Land östlich des Roten Gänseteichs im südlichen Teil von Dihua (nach der Gründung der Kommunistischen Partei Chinas (KPCh) in Urumqi umbenannt), wo erstmals ein Flugzeug in Xinjiang landete.。

## Fluggesellschaften und -ziele
- Air China (Peking, Chengdu, Jinan, Lanzhou)
- China Eastern Airlines (Kunming, Lanzhou, Nanjing, Shanghai-Hongqiao, Xi’an)
- China Southern Airlines (Aksu, Altay, Peking, Changsha, Chengdu, Chongqing, Dalian, Guangzhou, Hangzhou, Hohhot, Hotan, Karamay, Kashi, Korla, Kunming, Kuqa, Lanzhou, Qingdao, Shanghai-Hongqiao, Shenzhen, Shijiazhuang, Xiamen, Xi’an, Xining, Yinchuan, Yining, Zhengzhou, Almaty, Ashgabat, Baku, Bischkek, Duschanbe, Irkutsk, Islamabad, Istanbul, Khujand, Moskau, Nowosibirsk, Osch, Taschkent, Tehran-Imam Khomeini, Wien)
- Hainan Airlines (Peking, Chengdu, Guangzhou, Hangzhou, Kashi, Kunming, Sanya, Xi’an)
- China United Airlines (Peking-Daxing)
- Shandong Airlines (Yinchuan)
- Shanghai Airlines (Shanghai-Hongqiao)
- Shenzhen Airlines (Shenyang, Shenzhen, Xi’an, Zhengzhou)
- Sichuan Airlines (Chengdu, Chongqing)
- Spring Airlines (Shanghai-Hongqiao)
- Air Astana (Almaty, Astana)
- Ariana Afghan Airlines (Kabul)
- Azerbaijan Airlines (Baku)
- Cathay Dragon (Hong Kong)
- Itek Air (Bischkek)
- Kam Air (Kabul)
- Korean Air (Seoul-Incheon)
- S7 Airlines (Nowosibirsk)
- Somon Air (Duschanbe)
- Urumqi Air (Gulja)
- Uzbekistan Airways (Fergana, Taschkent)

## Zwischenfälle
- Am 15. Dezember 1971 wurde eine Boeing 707-340C der Pakistan International Airlines (Luftfahrzeugkennzeichen AP-AVZ) im Anflug auf den Flughafen Ürümqi zu hoch angeflogen und setzte deshalb viel zu spät auf der Landebahn auf. Daher wurde das Landebahnende überrollt und das Flugzeug irreparabel beschädigt. Alle fünf Besatzungsmitglieder, die einzigen Insassen auf dem Frachtflug, überlebten den Unfall leicht verletzt.[2]

- Am 18. Mai 2004 stürzte eine Iljuschin Il-76TD der aserbaidschanischen Silk Way Airlines (4K-AZ27) kurz nach dem Start vom Flughafen Ürümqi-Diwopu ab. Alle sieben Insassen kamen ums Leben.[3]